# A budapesti Hermina út épületeinek listája
Az alábbi lista a budapesti Hermina út épületeit mutatja be.

### 1-10.
| Kép | Szám  | Név | Építés ideje     | Tervező                                | Stílus               | Megjegyzés |
| --- | ----- | --- | ---------------- | -------------------------------------- | -------------------- | --- |
|     | 1.    | négyemeletes irodaház                                                                                            | 2014–2018 között |                                        | modern               | Alsó részén MHB bank fiók működik. Korábban földszintes üzlet állt a helyén (2012/2013 körül elbontva). |
|     | 2.    | kétemeletes lakóház                                                                                              | 1906             | Székely Vilmos                         | szecessziós          | |
|     | 3.    | Lipták Villa | 1924–1925        | Lipták Pál                             | neoeklektikus        | 1924–25-ben épült városi palota. Az épületet Lipták Pál (1874–1926) mérnök, üzletember, államtitkár tervezte és építtette saját magának. Az 1930-as években Kaszner János csempe- és műkőgyáros tulajdonában volt. A második világháború előtt egy ideig dr. Barinkai Ferencné leánynevelő intézete működött a házban. A háború után diákkollégiumnak foglalták le, majd a Magyar–Szovjet Baráti Társaság székháza volt. Ezt követően rendőrségi központ, végül kerületi úttörőház lett. 1994-től Zeg-Zug Zuglói Gyermekház néven működött. 2008-ban a Cserepesház Zuglói Művelődési Ház tagintézménye lett. 2011. június 30-tól az építtető előtt tisztelegve Lipták Villa néven működik. |
|     | 4.    | egyemeletes lakóház                                                                                              | 20. sz.          |                                        | modern               | |
|     | 5.    | kétemeletes lakóház                                                                                              | 20. sz.          |                                        | modern               | |
|     | 6-8.  | egyemeletes lakóház                                                                                              | 20. sz.          |                                        | modern               | |
|     | 7.    | Vakokat Gyámolító Országos Egyesület székháza                                                                    | 1912             | Hajós Alfréd és Villányi János         | szecessziós          | 1920-ban a második emeleten alakították ki a környék első moziját a Homérosz Mozgót. 1951-től rendelőintézetként funkcionál. |
|     | 9-15. | Erzsébet Nőiskola (ma: Városligeti Magyar-Angol Két Tanítási Nyelvű Általános Iskola és Teleki Blanka Gimnázium) | 1899–1902        | Baumgarten Sándor és Herczegh Zsigmond | magyaros szecessziós | Az 1948–49-es tanévben szétválasztották az általános iskolát és a gimnáziumot, amely 1950-tõl a Teleki Blanka Általános Leánygimnázium nevet vette fel. Az általános iskola Fővárosi Leányiskola néven működött tovább. A koedukált oktatást az 1959–60-as tanévben vezették be. 1991-ben elsőként vezette be az magyar–angol két tanítási nyelvű programot általános iskolai szinten. 1994-től a Városligeti Általános Iskola nevet vette fel. Helyén állt 1855-től a Fischoff-féle vízgyógyintézet. |
|     | 10.   | kétemeletes lakóház                                                                                              | 20. sz.          |                                        | modern               | |

### 11-20.
| Kép | Szám | Név                                                                                | Építés ideje  | Tervező                         | Stílus                 | Megjegyzés |
| --- | ---- | ---------------------------------------------------------------------------------- | ------------- | ------------------------------- | ---------------------- | --- |
|     | 12.  | kétemeletes lakóház                                                                | 1932          | Platschek Imre                  | modern                 | 1932-ben épült Platschek Imre tervei alapján a kerület egyik első modern társasházaként. |
|     | 14.  | Fodor-villa                                                                        | 1908–1909     | Benes Imre                      | népies szecessziós     | |
|     | 16.  | Szladits-villa                                                                     | 1908–1909     | Benes Imre                      | népies szecessziós     | |
|     | 17.  | Hermina Business Tower                                                             | 1977          | Tolnay Lajos és Herald László   | modern                 | 1977 januárjában Tolnay Lajos és Herald László tervei alapján készült el a Metalimpex-Konsumex közös székháza. 2001 januárjában jelentős felújítás történt az ikertoronyokon, amely azóta Hermina Business Towers néven működik. |
|     | 18.  | Gyukits-villa                                                                      | 1914          | Schannen Ernő és Schannen Artúr | historizáló–eklektikus | A villa 1914-ben Schannen Ernő és Schannen Artúr tervei alapján Gyukits Gyula a Gizella úti kalapgyár tulajdonosa számára épült. |
|     | 19.  | Ferences Mária Misszionárius Nővérek Társulatának temploma (Fehér Apácák temploma) | 1935–1936     | Kismarty-Lechner Jenő           | modern–neoromán        | A Ferences Mária Misszionárius Nővérek Társulata (Fehér Apácák) 1899-ben kezdte meg magyarországi működését és 1902-től a Hermina úti kolostoruk lett az anyaházuk. Templomuk 1935–36-ban épült Lechner Jenő tervei alapján. 1936. december 8-án szentelte fel Serédi Jusztinián hercegprímás. 1945-ben, Budapest ostromakor többen kerestek itt menedéket. Egy feldühödött szovjet közkatona ok nélkül kézigránátot dobott a pincébe sokakat megölve és megsebesítve. A szerzetesrend működését 1950-ben betiltották, csak az 1990-es években költözhettek vissza a templomba. |
|     | 20.  | kétemeletes lakóház                                                                | 20. sz. eleje |                                 | historizáló–eklektikus | |

### 21-30.
| Kép | Szám                       | Név                                                                                  | Építés ideje | Tervező               | Stílus                                                              | Megjegyzés |
| --- | -------------------------- | ------------------------------------------------------------------------------------ | ------------ | --------------------- | ------------------------------------------------------------------- | --- |
|     | 21.                        | Ferences Mária Misszionárius Nővérek Társulatának zárdaháza (Fehér Apácák zárdaháza) | 1924–1926    | Kismarty-Lechner Jenő | modern–neoromán                                                     | 1842-ben Neszwarba Antal Pesti Serfőző Céhének Remetelak nevű sörháza állt itt, az udvarban egy kúttal. A Fehér Apácák 1902-ben vették meg a területet miután sok kisebb-nagyobb épületet lebontottak a telken. A zárdaház 1926-ban készült el. A korábbi rendházban a Vakok Állami Intézetének férfiotthona működik. |
|     | 22.                        | Székely-villa                                                                        | 1927         | Bányai Tibor          | neoeklektikus                                                       | 1927-ben Bányai Tibor tervei alapján épült villa Székely Imre és felesége Nadler Gizella számára. |
|     | 23. (a telek hátsó részén) | A Hungária úti elemi iskola                                                          | 1910         | Barcza Elek           | historizáló–eklektikus (romantikus)                                 | Ma Liszt Ferenc Általános Iskola néven működik. A XIV. kerület legrégibb iskolája 1869-ben itt kezdte meg a működését. 1873-ban 116, 1902-ben már 638 diák járt az elemibe. 1910-ben romantikus stílusban készült el a mai épület Bárczy István budapesti polgármester iskolaépítési programjának a keretében (lásd még: Bárczy István kislakás- és iskolaépítési programja). Az 1950-es évek közepétől a tanulói létszám növekedése miatt bevezetésre került a délutáni tanítási rend is. 1960-ban az iskolaépület mögötti udvaron elkészült földszintes kis épülettel visszaállt a teljes délelőtti oktatás. 1968-től Ének-Zene Tagozatú Általános Iskola lett az intézmény. 1987-ben a Liszt Ferenc Társaság támogatásával az iskola felvette Liszt Ferenc zeneszerző nevét. 2002. december 15-én átadásra került az iskola új szárnya a régi épület eredeti tervéhez igazodva. |
|     | 23. (a telek első részén)  | Hermina-kápolna                                                                      | 1843–1856    | Hild József           | romantikus stílusban épült, számos neogótikus elem felhasználásával | A kápolna Zugló legrégibb szakrális épülete. József nádor fiatalon meghalt leánya, Hermina Amália főhercegnő tiszteletére építette, akinek ez a környék kedvelt sétahelye volt. A kápolna alapkövét 1842-ben rakták le, építését 1843-ban kezdték meg, de az építkezés az 1848-49-es szabadságharc miatt sokáig elhúzódott. Így az épületet csak 1856. szeptember 8-án szentelte fel Scitovszky János esztergomi érsek. A felszenteléskor Liszt Ferenc vezényelte a férfikórust. Ideiglenesen plébániaként is működött. 1937 után a Kassai téri templom vette át szerepét. Napjainkban orgonás szentmiséket tartanak a kápolnában vasárnaponként. |
|     | 24/a-b.                    | kétemeletes lakóház                                                                  | 20. sz.      |                       | modern                                                              | |
|     | 25.                        | Ikervilla                                                                            | 1930-as évek | Berger Károly         | neoeklektikus                                                       | Az 1930-as években Berger Károly tervei alapján épült ikervilla (az ikerépülete a Mimóza utcában található), amely Rádóczy János illetve Ács Imre részére készült. |
|     | 26.                        | egyemeletes lakóház                                                                  | 20. sz.      |                       | modern                                                              | A páros oldal utolsó épülete. Ezt követően a Városliget van az út ezen oldalán. |
|     | 27.                        | kétemeletes lakóház                                                                  | 20. sz.      |                       | modern                                                              | |
|     | 29-31.                     | kétemeletes lakóház                                                                  | 20. sz.      |                       | modern                                                              | |

### 31-40.
| Kép | Szám | Név                   | Építés ideje | Tervező               | Stílus | Megjegyzés |
| --- | ---- | --------------------- | ------------ | --------------------- | ------ | ---------- |
|     | 33.  | háromemeletes lakóház | 20. sz.      |                       | modern |            |
|     | 35.  | kétemeletes lakóház   | 20. sz.      |                       | modern |            |
|     | 37.  | kétemeletes lakóház   | 20. sz.      |                       | modern |            |
|     | 39.  | kétemeletes lakóház   | 1939–1940    | ifjabb Schömer Ferenc | modern |            |

### 41-50.
| Kép | Szám | Név                   | Építés ideje | Tervező                                  | Stílus                 | Megjegyzés |
| --- | ---- | --------------------- | ------------ | ---------------------------------------- | ---------------------- | --- |
|     | 41.  | egyemeletes ikervilla | 1939         | Kotsis Iván                              | modern                 | 1939-ben Kotsis Iván tervei alapján épült modern ikervilla Zsembery Árpád, illetve a Ciklámen utca 4. szám alatti rész Miklósi Simon számára. Az 1990-es–2000-es években itt volt az Iraki Köztársaság Nagykövetsége. Néhány évvel ezelőtt elköltözött Budára, a Pasarétre. |
|     | 43.  | Hajdú-villa           | 1932         |                                          | neoeklektikus          | 1932-ben épült kétlakásos ház Hajdú Ferenc és Bíró Endre vegyészmérnökök számára. 1946-ban a villát államosították és Farkas Mihály kommunista politikus, honvédelmi miniszter lakott itt 1948-ig. |
|     | 45.  | Róheim-villa          | 1899         | Pollák Manó                              | historizáló–eklektikus | 1899-ben Pollák Manó tervei alapján épült villa Róheim Sándor fakereskedő és családja részére. Itt élt fiuk Róheim Géza (1891–1953) néprajtudós is. 1918-ban itt bérelt lakást Tisza István (1861–1918) miniszterelnök, akit a villában gyilkoltak meg. Különleges értéket képvisel a villa arab szobája és faburkolatos lépcsőháza. A második világháború után az ÁVH használta egy ideig, majd az 1960-as évektől az 1990-es évek végéig állami szociális intézet működött az épületben mozgássérült tanuló fiatalok (14 és 30 év közötti fiúk illetve férfiak) számára. Itt tanult 1987 elejétől 1990-ig Zemlényi Zoltán (bentlakóként, majd az utolsó tanévben bejáróként), aki erről a 'Kitiltottak' című könyvében, valamint a 'Törj át az üvegfalon!' című könyvének elején írt részletesen. 2016 decemberében kormánydöntés alapján a villa a Magyar Corvin-lánc Testület tulajdonába került. Ekkori becslések szerint a villa felújítása mintegy három milliárd forintba került volna. 2018-ban és 2019-ben született kormánydöntések szerint viszont összesen mintegy hét és fél milliárdot kívánnak a beruházásra fordítani. 2023 elejére befejeződött az épület felújítása, a Corvin-lánc testület nem sokkal később ülésezett is benne. |
|     | 47.  | Sipeki villa          | 1905–1907    | Lechner Ödön, Komor Marcell, Jakab Dezső | magyaros szecessziós   | 1905 és 1907 között épült villa Lechner Ödön, Komor Marcell és Jakab Dezső tervei alapján sipeki Balás Béla (1863–1944) ügyvéd, politikus számára. Zsolnay-kerámiákkal díszített márványkandallója ipari műemlék. Az épületet Balás halála után a Vakok Országos Egyesülete örökölte. Napjainkban a Vakok és Gyengénlátók Országos Szövetségének a székháza. A szövetség szervezeti átalakulásával 2005 óta a Vakok és Gyengénlátók Hermina Egyesülete is az épületben működik. |
|     | 49.  | Lukács-villa          | 1905–1906    |                                          | neoklasszicista        | 1905–06-ban épült klasszicista villa Lukács György (1865–1950) vallás- és közoktatásügyi miniszter számára. Eredetileg földszintes épület volt. |

### 51-60.
| Kép | Szám   | Név                                         | Építés ideje         | Tervező | Stílus  | Megjegyzés |
| --- | ------ | ------------------------------------------- | -------------------- | ------- | ------- | --- |
|     | 51.    | Schweitzer Albert Református Szeretetotthon | 20. sz. második fele |         | modern  | A területen egy 1896-ban Aigner Sándor tervei alapján, Kobrák Mór cipőnagykereskedő számára épült villa állt.                                                               |
|     | 53.    | kert                                        |                      |         |         | A Bethesda Gyermekkórház területéhez tartozik. |
|     | 55.    | egyemeletes villa                           | 1934–1935            |         | bauhaus | A Bethesda Gyermekkórház területéhez tartozik. 1934–35-ben épült Bauhaus villa Pogány Tivadar és felesége részére. Eredeti berendezéseit Kovács Zsuzsa iparművész tervezte. |
|     | 57-59. | kétemeletes orvosi rendelő                  | 20. sz. második fele |         | modern  | |

### 61-63.
| Kép | Szám | Név                  | Építés ideje | Tervező            | Stílus                 | Megjegyzés                                                                                              |
| --- | ---- | -------------------- | ------------ | ------------------ | ---------------------- | --- |
|     | 61.  | földszintes nyárilak | 1894         | Harmincz M. Mihály | historizáló–eklektikus | 1894-ben épült nyárilak Milan Michal Harminc tervei alapján Lumnitzer Lajos kávés és vendéglős számára. |
|     | 63.  | négyemeletes lakóház | 2000-es évek |                    | modern                 | A páratlan oldal utolsó épülete.                                                                        |

## Egyéb irodalom, hivatkozások
- Budapest lexikon. Főszerk. Berza László. 2. bőv., átdolg. kiad. Budapest, 1993. Akadémiai K. ISBN 9630564092
- Budapest teljes utcanévlexikona. Szerk. Ráday Mihály. (hely nélkül): Sprinter. 2003.  ISBN 963 9469 06 8
- Google térkép adatai
- szecessziosmagazin térkép adatai
- Openstreetmap térkép adatai
- Gerle János – Kovács Attila – Makovecz Imre: A századforduló magyar építészete. Szépirodalmi Könyvkiadó, Budapest, 1990, ISBN 963-15-4278-5
- (szerk.) Fodor Béla: Zuglói lexikon, Herminamező Polgári Köre, 2009, ISBN 978-963-9935-05-1 (léteznek a műből 1998-as, 2003-as és 2015-ös kiadások is, elektronikusan a 2009-es elérhető)